# 博恩霍爾姆郡
博恩霍爾姆郡（丹麥語：Bornholm Amt）是丹麥最東的郡，位於同名的島上。1662年設郡，至2003年原來的郡政府和五個市镇合併為一郡級市。